# Babez for Breakfast
Babez For Breakfast (с англ. — «Малышки на завтрак») — пятый студийный альбом финской хэви-метал-группы Lordi, выпущенный 10 сентября 2010 года. Последний альбом при участии барабанщика Kita и клавишницы Awa.

## Об альбоме
В записи альбома приняли участие такие известные музыканты, как Брюс Кулик и Марк Слаутер. Продюсером альбома являлся Майкл Вагенер. Первый сингл с альбома — «This Is Heavy Metal» увидел свет 9 августа 2010 года.

## Список композиций
| №                   | Название                           | Автор(ы)                                      | Длительность |
| ------------------- | ---------------------------------- | --------------------------------------------- | ------------ |
| 1.                  | «SCG5: It's a Boy!»                | Мистер Лорди                                  | 1:21         |
| 2.                  | «Babez for Breakfast»              | Мистер Лорди, Tracy Lipp                      | 3:30         |
| 3.                  | «This Is Heavy Metal»              | Мистер Лорди, Tracy Lipp                      | 3:01         |
| 4.                  | «Rock Police»                      | Мистер Лорди, Tracy Lipp, PK Hell             | 3:58         |
| 5.                  | «Discoevil»                        | Мистер Лорди, Tracy Lipp                      | 3:49         |
| 6.                  | «Call Off the Wedding»             | Мистер Лорди, Брюс Кулик, Джереми Руболино    | 3:31         |
| 7.                  | «I Am Bigger Than You»             | Мистер Лорди, Tracy Lipp                      | 3:04         |
| 8.                  | «ZombieRawkMachine»                | Мистер Лорди, Амен                            | 3:42         |
| 9.                  | «Midnite Lover»                    | Мистер Лорди, Амен, Tracy Lipp                | 3:21         |
| 10.                 | «Give Your Life for Rock and Roll» | Мистер Лорди, Tracy Lipp, Окс, Косимо Бинетти | 3:54         |
| 11.                 | «Nonstop Nite»                     | Мистер Лорди, Амен, Tracy Lipp, PK Hell       | 3:56         |
| 12.                 | «Amen's Lament to Ra»              | Амен                                          | 0:32         |
| 13.                 | «Loud and Loaded»                  | Мистер Лорди, Tracy Lipp                      | 3:15         |
| 14.                 | «Granny's Gone Crazy»              | Мистер Лорди, Окс                             | 3:56         |
| 15.                 | «Devil's Lullaby»                  | Мистер Лорди, Tracy Lipp                      | 3:43         |
| Общая длительность: | Общая длительность:                | Общая длительность:                           | 48:33        |

| №   | Название          | Длительность |
| --- | ----------------- | ------------ |
| 16. | «Lord Have Mercy» | 3:18         |

| №   | Название            | Длительность |
| --- | ------------------- | ------------ |
| 16. | «Lord Have Mercy»   | 3:18         |
| 17. | «Studs 'n' Leather» | 3:58         |

## Участники записи
- Мистер Лорди – вокал
- Амен – гитара
- Кита – ударные, бэк-вокал
- Окс – бас-гитара
- Ава – клавишные

### Приглашённые участники
- Брюс Кулик – совместно с Мистером Лорди писал текст песни "Call Off the Wedding", а также исполнил в этой песне гитарное соло.
- Марк Слаутер, вокалист группы Slaughter, исполнил роль папы в песне  "Granny's Gone Crazy".